# Cocos2d
Cocos2d是一个开源的2D游戏框架。最初的Cocos2D框架是使用Python编写的，基于Pyglet开发。目前Cocos2D框架已经被移植到了多种语言和平台上。

## 衍生框架

### Objective-C
Cocos2d for iPhone, 或者, Cocos2d-iphone 是原框架在iOS和Mac OS X上的Objective-C移植，使用了一样的设计和概念。该API集成了Box2D和Chipmunk物理引擎。在App Store上面的很多游戏都是使用Cocos2d-iphone框架开发的。
Kobold2D 是Cocos2D for iPhone的扩展版本。

### C++
Cocos2d-X 是基于Cocos2d for iPhone并使用C++语言实现的多平台版本。它兼容iOS, Android, Windows, Marmalade, Linux, Bada, Blackberry-QNX等平台， 同时还有Lua和JavaScript脚本实现。

### Java
Cocos2d-android 同样基于Cocos2d for iPhone，它是Java实现的运行于Android平台的版本。 

### JavaScript
Cocos2d-javascript 是Cocos2d for iPhone的JavaScript实现。
Cocos2d-html5 是基于Cocos2d-X的运行于网页中的JavaScript实现。 

### C#
Cocos2d-XNA，或者 Cocos2d-X for XNA 是基于 Cocos2d-X 的运行于微软XNA平台上的C#实现。

## 查看其他
- Pygame